# España en el Campeonato Mundial de Atletismo de 1995
La selección española de atletismo acudió a los Campeonatos del Mundo de Atletismo de 1995, celebrados en Gotemburgo entre el 4 y el 13 de agosto de 1995, con un total de 54 atletas (39 hombres 15 mujeres).

## Medallas
Se lograron un total de 2 medallas, una de oro de la mano del maratoniano Martín Fiz y otra de su gran ESCUDERO y una de plata, obtenida por Valentí Massana en la prueba de 20 kilómetros marcha. El número de medallas obtenidas situó a España en el 16º puesto del medallero

## Finalistas
Además se obtuvieron otros 6 puestos de finalista gracias a las actuaciones de Alberto Juzdado y de Diego García Corrales que ocuparon los puestos 5.º y 6.º en el Maratón; de Jesús Ángel García Bragado, 5.º en los 50 kilómetros marcha; de Mónica Pont, 6.º en el Maratón y de Fermín Cacho y de Maite Zúñiga, que lograron las plazas 8.ª y 6.ª en sus respectivas pruebas de 1500 metros lisos.

## Participación
El detalle de la actuación española en la segunda edición de los campeonatos del mundo de atletismo se recoge en la siguiente tabla:
| Atletas                    | Pruebas                 | Actuación                                                                                              |
| -------------------------- | ----------------------- | --- |
| Frutos Feo                 | 100 metros lisos        | 1.ª ronda: 6.º en su eliminatoria (10.59)                                                              |
| Frutos Feo                 | 4 x 100 metros lisos    | Semifinalista: 3.º en su eliminatoria (39.35) y 8.º en su semifinal (19.16)                            |
| Francisco Javier Navarro   | 200 metros lisos        | 1.ª ronda: 5.º en su eliminatoria (20.88)                                                              |
| Francisco Javier Navarro   | 4 x 100 metros lisos    | Semifinalista: 3.º en su eliminatoria (39.35) y 8.º en su semifinal (19.16)                            |
| Jordi Mayoral              | 200 metros lisos        | 1.ª ronda: 7.º en su eliminatoria (21.11)                                                              |
| Jordi Mayoral              | 4 x 100 metros lisos    | Semifinalista: 3.º en su eliminatoria (39.35) y 8.º en su semifinal (19.16)                            |
| Pablo Escriba              | 400 metros lisos        | 1.ª ronda: 5.º en su eliminatoria (46.85)                                                              |
| Tomás de Teresa            | 800 metros lisos        | 1.ª ronda: 3.º en su eliminatoria (1:49.07)                                                            |
| Andrés Manuel Díaz         | 800 metros lisos        | 1.ª ronda: 3.º en su eliminatoria (1:48.00)                                                            |
| José Arconada              | 800 metros lisos        | 1.ª ronda: 6.º en su eliminatoria (1:47.70)                                                            |
| Fermín Cacho               | 1500 metros lisos       | Finalista: 2.º en su eliminatoria (3:43.05), 5.º en su semifinal (3:30.35) y 8.º en la final (3:37.02) |
| Isaac Viciosa              | 1500 metros lisos       | Final: 6.º en su eliminatoria (3:39.42), 6.º en su semifinal (3:38.03) y 12.º en la final (3:41.12)    |
| Mateo Cañellas             | 1500 metros lisos       | 1.ª ronda: 10.º en su eliminatoria (3:49.71)                                                           |
| Anacleto Jiménez           | 5000 metros lisos       | Final: 5.º en su eliminatoria (13:24.83) y 13.º en la final (13:48.53)                                 |
| Enrique Molina             | 5000 metros lisos       | 1.ª ronda: 5.º en su eliminatoria (13:32.87)                                                           |
| Manuel Pancorbo            | 5000 metros lisos       | 1.ª rondaː 6.º en su eliminatoria (13:33.74)                                                           |
| Alejandro Gómez            | 10000 metros lisos      | Final: 11.º en su eliminatoria (27:51.64) y 16.º en la final (27:59.38)                                |
| Abel Antón                 | 10000 metros lisos      | Final: 10.º en su eliminatoria (27:51.37) y abandono en la final                                       |
| Antonio Serrano Sánchez    | 10000 metros lisos      | 1.ª ronda: 15.º en su eliminatoria (28:51.37)                                                          |
| Martín Fiz                 | Maratón                 | Medalla de oro (2h11:41)                                                                               |
| Alberto Juzdado            | Maratón                 | Finalista: 5.º (2h15:29)                                                                               |
| Diego García Corrales      | Maratón                 | Finalista: 6.º (2h15:34)                                                                               |
| Carlos Sala                | 110 metros vallas       | 1.ª ronda: 8.º en su eliminatoria (14.01)                                                              |
| Iñigo Monreal              | 400 metros vallas       | 1.ª ronda: 5.º en su eliminatoria (50.30)                                                              |
| Óscar Pitillas             | 400 metros vallas       | 1.ª ronda: 6.º en su eliminatoria (51.28)                                                              |
| Salvador Vila              | 400 metros vallas       | 1.ª ronda: Descalificado en su eliminatoria                                                            |
| Javier Rodríguez Olmos     | 3000 metros obstáculos  | Final: 3.º en su eliminatoria (8:24.66), 5.º en su semifinal (8:20.89) y 12.º en la final (8:30.96)    |
| Arturo Ortiz               | Salto de altura         | Calificación: 24.º (2.24)                                                                              |
| Javier García Chico        | Salto con pértiga       | Calificación: 25.º (5.40)                                                                              |
| José Manuel Arcos          | Salto con pértiga       | Calificación: Sin marca                                                                                |
| Julio López Martín         | Triple salto            | Calificación: 27.º (15.80)                                                                             |
| Manuel Martínez Gutiérrez  | Lanzamiento de peso     | Calificación: 21.º (18.50)                                                                             |
| David Martínez Varela      | Lanzamiento de disco    | Calificación: 33.º (57.34)                                                                             |
| José Manuel Pérez Martín   | Lanzamiento de martillo | Calificación 30.º (68.42)                                                                              |
| Antonio Peñalver           | Decatlón                | Abandonó                                                                                               |
| Pedro Pablo Nolet          | 4 x 100 metros lisos    | Semifinalista: 3.º en su eliminatoria (39.35) y 8.º en su semifinal (19.16)                            |
| Valentí Massana            | 20 kilómetros marcha    | Medalla de plata (1h20:23)                                                                             |
| Daniel Plaza               | 20 kilómetros marcha    | Descalificado                                                                                          |
| Fernando Vázquez Martínez  | 20 kilómetros marcha    | Abandonó                                                                                               |
| Jesús Ángel García Bragado | 50 kilómetros marcha    | Finalista: 5.º (3h48:05)                                                                               |
| Jaime Barroso              | 50 kilómetros marcha    | 16.º (4h01:23)                                                                                         |
| Andrés Marín               | 50 kilómetros marcha    | 23.º (4h12:01)                                                                                         |
| Sandra Myers               | 400 metros lisos        | Semifinalista: 1.ª en su eliminatoria (51.18) y 4.ª en su semifinal (51.03)                            |
| Sandra Myers               | 4 x 400 metros lisos    | 1.ª ronda: 6.ª en su eliminatoria (3:31.71)                                                            |
| Maite Zúñiga               | 1500 metros lisos       | Finalista: 6.ª en su eliminatoria (4:12.30), 6.ª en su semifinal (4:09.61) y 8.ª en la final (4:07.27) |
| Marta Domínguez            | 1500 metros lisos       | 1.ª ronda: 8.ª en su eliminatoria (4:18.61)                                                            |
| Carmen Fuentes Yague       | 10000 metros lisos      | 1.ª ronda: 12.ª en su eliminatoria (33:16.86)                                                          |
| Mónica Pont                | Maratón                 | Finalista: 6.ª (2h31:53)                                                                               |
| María Luisa Muñoz González | Maratón                 | 21º (2h41:37)                                                                                          |
| Rocio Ríos                 | Maratón                 | Abandonó                                                                                               |
| María José Mardomingo      | 100 metros vallas       | 1.ª ronda: 5.ª en su eliminatoria (13.31)                                                              |
| Miriam Alonso              | 400 metros vallas       | 1.ª ronda: 5.ª en su eliminatoria (58.36)                                                              |
| Conchi Paredes             | Triple salto            | Calificación: 18.º (13.75)                                                                             |
| Miriam Bravo               | 4 x 400 metros lisos    | 1.ª ronda: 6.ª en su eliminatoria (3:31.71)                                                            |
| Esther Lahoz               | 4 x 400 metros lisos    | 1.ª ronda: 6.ª en su eliminatoria (3:31.71)                                                            |
| Yolanda Reyes              | 4 x 400 metros lisos    | 1.ª ronda: 6.ª en su eliminatoria (3:31.71)                                                            |
| Encarnación Granados       | 10 kilómetros marcha    | 16º (44:19)                                                                                            |
| María Vasco                | 10 kilómetros marcha    | 26º (45:05)                                                                                            |